# وروار أحمر الحنجرة
وروار أحمر الحنجرة (الاسم العلمي: Merops bulocki) هو نوع من الطيور يتبع جنس الوروار من فصيلة الوروارية.